# Oferta
Oferta – jeden ze sposobów zawarcia umowy, polegający na złożeniu przez oferenta oświadczenia woli drugiej stronie, zwanej tradycyjnie oblatem. 

## Oświadczenie woli
Zgodnie z art. 66 § 1 k.c., oświadczenie woli musi zawierać istotne postanowienia przyszłej (oferowanej) umowy. Oprócz essentialia negotii oświadczenie woli musi zawierać stanowczą propozycję zawarcia umowy.
Ofertą nie będzie więc oświadczenie, które zawiera w swej treści jedynie elementy informacyjne. Takie oświadczenie (wszelkie ogłoszenia, reklamy, cenniki i inne informacje, skierowane do ogółu lub do poszczególnych osób), zgodnie z art. 71 k.c., będzie jedynie zaproszeniem do zawarcia umowy (do 2003 roku nazywało się ono zaproszeniem do rokowań, co jak się wydaje, lepiej tłumaczy charakter).
Oprócz istotnych postanowień umowy oferta może zawierać także inne elementy przyszłej umowy, a więc accidentalia negotii czy naturalia negotii.

## Oblat
Wbrew literalnemu brzmieniu art. 66 § 1 („drugiej stronie”) k.c. przyjmuje się powszechnie, że oferta może być złożona nie tylko indywidualnie oznaczonemu podmiotowi, ale również bliżej nieoznaczonej grupie podmiotów (publicznie).

## Związanie oferenta ofertą, termin związania
Oferent może określić w ofercie termin oczekiwania na odpowiedź oblata. Termin ten może oznaczyć zupełnie dowolnie. Nie można więc skutecznie podnosić zarzutów, że termin ten był zbyt krótki. 
Sytuacja komplikuje się, gdy oferta nie określa tego terminu. W takich sytuacjach zastosować należy normę z art. 66 § 2 k.c., która przewiduje następujące rozwiązania:
- jeżeli oferta została złożona w obecności drugiej strony lub za pomocą środków bezpośredniego porozumiewania się na odległość- przestaje wiązać, jeśli nie zostanie zaakceptowana niezwłocznie. Niezwłocznie nie znaczy bynajmniej natychmiast, oblatowi pozostawia się nieco czasu na zastanowienie, jest to jednak okres niezwykle krótki (np. w przypadku oferty składanej telefonicznie- do czasu zakończenia połączenia)
- jeżeli zaś oferta została złożona w inny sposób (de facto chodzi tu o sytuacje złożenia oferty pomiędzy nieobecnymi) - przestaje wiązać wraz z upływem „czasu, w którym składający ofertę mógł w zwykłym toku czynności otrzymać odpowiedź wysłaną bez nieuzasadnionego opóźnienia”. Przykładowo- w przypadku poczty należałoby przyjąć okres kilkudniowy (tyle mniej więcej potrwa doręczenie oferty oblatowi, a następnie doręczenie ewentualnej akceptacji oblata oferentowi).

W przypadku ofert w postaci elektronicznej bezpośredniej (np. chat) oferta wiąże oferenta, jeżeli oblat niezwłocznie potwierdzi jej otrzymanie. Ofertami w postaci elektronicznej bezpośredniej nie są jednak oferty przesyłane za pomocą poczty elektronicznej (art. 661 § 4 k.c.). W wypadku ofert przesłanych w postaci pośredniej (np. poczta elektroniczna) stosuje się założenie złożenia oferty pomiędzy nieobecnymi.
W przypadku śmierci związanie ofertą przechodzi w zasadzie na spadkobierców. Nie reguluje tego, co prawda kodeks, niemniej rozwiązanie takie jest powszechnie akceptowane. Wyjątki od powyższej reguły mogą wynikać z treści oferty, z ustawy, czy z okoliczności towarzyszących danej ofercie (np. oferowana umowa musi zostać wykonana przez ściśle określoną osobę, np. ze względu na jej uzdolnienia artystyczne).

## Milczenie oblata
W myśl panujących poglądów milczenie oblata może oznaczać zgodę na zawarcie umowy wówczas, gdy przepis prawny wyraźnie tak stanowi lub ustali się obowiązywanie takiej reguły znaczeniowej w stosunkach pomiędzy nim a oferentem. 
Wyraźną podstawę prawną zawiera art. 682 k.c., według którego dorozumiane przyjęcie oferty możliwe jest, jeżeli:
- oblat jest osobą prowadzącą działalność gospodarczą.
- oferta zawarcia umowy dotyczy umowy mieszczącej się w „ramach działalności” oblata.
- oferent pozostaje w stałych stosunkach z oblatem; ta przesłanka budzi najwięcej wątpliwości.

Podstawę taką daje również art. 69 k.c., w myśl którego umowa dochodzi do skutku poprzez samo przystąpienie do wykonania, jeżeli dojście oświadczenia o przyjęciu oferty do oferenta nie jest konieczne według:
- ustalonego zwyczaju,
- treści oferty; w szczególności, jeżeli oferent żąda niezwłocznego wykonania umowy.

## Opóźnienie odpowiedzi
Może się zdarzyć, że oblat zaakceptuje ofertę w czasie właściwym (patrz wyżej co do okresu związania ofertą), jednakże akceptacja ta dotrze do oferenta z opóźnieniem (przykładowo- z powodu nieterminowego doręczenia listu przez pocztę). Tego typu sytuacji dotyczy art. 67 k.c. Umowa zostaje skutecznie zawarta, chyba że oferent niezwłocznie po otrzymaniu opóźnionej odpowiedzi zawiadomi oblata, że wskutek opóźnienia odpowiedzi poczytuję umowę za niezawartą.

## Odwołanie oferty
W stosunkach między przedsiębiorcami oferta może być odwołana. Jest to możliwe jedynie przed zawarciem umowy, tak więc oświadczenie o odwołaniu musi zostać złożone oblatowi przed wysłaniem przez niego oświadczenia o przyjęciu oferty. Oferty nie można odwołać, jeżeli wynika to z jej treści (oferta nieodwołalna) lub określono w niej termin przyjęcia. 
Dopuszczalne jest również odwołanie oferty nieskierowanej do indywidualnego podmiotu, ale do bliżej nieokreślonej zbiorowości. W takiej sytuacji oferta może zostać cofnięta, co jednak nie ma wpływu na umowy zawarte wskutek oświadczeń oblatów, złożonych przed odwołaniem oferty. 

## Przyjęcie, odrzucenie, zmiany w ofercie
Oblat może:
- przyjąć ofertę w całości bez zmian, co doprowadzi do zawarcia umowy,
- odrzucić ofertę.

Oblat nie ma w zasadzie możliwości dokonać zmian i uzupełnień w treści oferty. Nie może więc jednocześnie dokonać przyjęcia oferty i zmian w niej. Zmiany możliwe są dopiero po odrzuceniu poprzez złożenie swojej oferty. W takiej sytuacji nastąpi odwrócenie ról- dotychczasowy oferent stanie się oblatem, dotychczasowy oblat- oferentem (czasem zwany jest również kontroferentem). Powyższe wynika jasno z art. 68 k.c.
Powyższa zasada obowiązywała bez wyjątków do 2003 roku, kiedy to dokonano w niej dość poważnego wyłomu, uzasadnianego koniecznością uproszczenia i ułatwienia obrotu profesjonalnego. 
W obrocie profesjonalnym oblat może przyjąć ofertę z zastrzeżeniem zmian lub uzupełnień (przyjęcie modyfikujące), jeżeli:
- zmiany lub uzupełnienia nie zmieniają istotnie treści oferty,
- w ofercie nie zastrzeżono, że może być przyjęta jedynie bez zastrzeżeń.

Ochronie interesów oferenta służy możliwość sprzeciwienia się zawarciu umowy w kształcie wynikającym z akceptacji z zastrzeżeniami. Sprzeciw taki powinien zostać wyrażony niezwłocznie.
Przyjęcie lub odrzucenie oferty są oświadczeniem woli oblata. Należy wskazać, że w obrocie oświadczenie to często składane będzie poprzez przystąpienie (umowa adhezyjna).
 Artykuł uwzględnia ograniczony pod względem terytorialnym stan prawny na 17 sierpnia 2006. Zapoznaj się z zastrzeżeniami dotyczącymi pojęć prawnych w Wikipedii.